# Lédas-et-Penthiès
Lédas-et-Penthiès – miejscowość i gmina we Francji, w regionie Oksytania, w departamencie Tarn.
Według danych na rok 1990 gminę zamieszkiwało 168 osób, a gęstość zaludnienia wynosiła 13 osób/km² (wśród 3020 gmin regionu Midi-Pireneje Lédas-et-Penthiès plasuje się na 895. miejscu pod względem liczby ludności, natomiast pod względem powierzchni na miejscu 891.).